# 吴南生
吴南生（1922年8月12日—2018年4月10日），原名吴祖武，曾名吴楚人、陈南生，笔名左慈，男，原籍广东潮阳，生于汕头，中华人民共和国政治人物。曾任中共广东省委书记、深圳市市长（时称革委会主任）、广东省政协主席等职。

## 生平
吴南生原籍广东潮阳县关埠镇上苍村，出生在汕头市贫民窟。父亲在汕头小公园骑楼下修理钟表，大革命时期是工会积极分子，之后长期失业。
1935年“一二九运动”的消息传到汕头，以笔名“左慈”在报业大王胡文虎在当地开设的《星华日报》副刊发表处女作《评萧红的〈生死场〉》, 得了2元稿费，去书店花八毛钱买一本潮州话版《圣经》给基督教徒的母亲。 此后陆续发表了不少进步文章，成了汕头市小有名气的青年作家；1936、1937两年发表的作品剪贴成两本。引起了在汕头的李碧山的注意，李碧山认识吴南生的外语老师，就来找吴南生，传播革命思想。吴南生1936年参加华南人民抗日义勇军，1937年8月吴南生破格入党，是汕头市在中国国民党清党后重新建党的第一批党员。潮汕党组织1937年8月建立了公开合法的“汕头青年救亡同志会”（后称抗敌同志会）。吴南生担任“汕头青抗会少年工作队”政治指导员，编写了潮汕地区第一个抗日潮剧《打鬼子》并公映。
1939年6月，日军攻占潮汕。党组织组建了潮汕青年抗日游击队与汕头青年抗敌剧团，由吴南生负责，准备打起来后作为游击队的政治部。吴南生带队伍到潮州凤凰山白水湖一带的老区，重建苏区。历任潮澄饶中心县委常委、宣传部长；澄饶县委书记；1942年调任普宁县委书记，全县党员近千人。
1942年夏“南委事件”发生时，潮梅特委书记林美南通知吴南生负责掩护一批南委机关撤退的人员。吴南生在家乡潮阳关埠镇上仓村以从日军占领的香港逃难回来的朋友为名，安置了一批又一批男女老少居住，陆续转移去重庆或延安。没有发生过任何事故。1943年春节，吴南生陪奉命隐蔽的南委书记方方夫妻在揭阳城北门租个房子一直住到5月底，然后护送去汤坑，王华生护送赴重庆。方方于6月底随同周恩来返回延安。南委秘书长姚铎撤退住在关埠镇上仓村吴南生的老家，对前途悲观。后回到澄海姚铎老家。经请示中共中央南方局，决定由吴南生把姚铎送到重庆。1944年春节后，从揭阳搭单车到丰顺汤坑，爬山越岭到达兴宁，乘货车几天后到韶关。乘火车到广西桂林转贵州独山，再改乘汽车三四天，最后到重庆红岩八路军办事处，在南方局招待所住了将近半年学习文件准备赴延安。
1944年秋吴南生到延安，在中央党校二部学习，学员是县委书记以上干部。1945年9月在延安与许英结婚。许英1938年入党，1939年潮汕青年抗日游击队党支部委员，1940年被选调到南委机要科工作。南委事变后，许英撤退到重庆，再到延安。 
从延安赴东北。担任中共吉林省委政研室副主任。1949年，任南昌市副市长。1975年后，历任中共广东省委常委、省委书记（当时设有第一书记）。1980年，兼任广东省经济特区管理委员会主任、中共深圳市委第一书记、深圳市革命委员会主任，率先进行改革开放。1985年任广东省政协主席。参与创建汕头大学。
2018年4月10日在广州病逝，中华人民共和国官方称其为“中国共产党的优秀党员”，“久经考验的共产主义战士”。